# Hadimulyo Timur
Hadimulyo Timur is een bestuurslaag in het regentschap Metro van de provincie Lampung, Indonesië. Hadimulyo Timur telt 7333 inwoners (volkstelling 2010).